# Action du 9 juillet 1941
Front de l'Est (Seconde Guerre mondiale)
Batailles
- Constanța
- 26 juin 1941
- 9 juillet 1941
- München
- Odessa
- Crimée (1941)
- 6 décembre 1941
- Jibrieni
- Cap Burnas
- Kertch-Eltigen
- Crimée (1944)

- Raids soviétiques de surface
- Opérations navales roumaines

Campagnes sous-marines
- 1941
- 1942
- 1943
- 1944

L'action du 9 juillet 1941 est un engagement naval entre les marines soviétique et roumaine pendant les campagnes de la mer Noire (1941-1944) de la Seconde Guerre mondiale, se déroulant près de la ville portuaire roumaine de Mangalia.

## Contexte
Lorsque l'Axe a lancé l'opération Barbarossa en juin 1941, la Roumanie a rejoint l'invasion dans le but de récupérer les provinces de Bessarabie et du nord de la Bucovine qui avaient été perdues au profit de l'Union soviétique l'année précédente (occupation soviétique de la Bessarabie et de la Bucovine du Nord). Le 26 juin, la flotte de la mer Noire soviétique a attaqué en vain le port roumain de Constanța, entraînant la perte du chef de file des destroyers le Moskva à cause des mines roumaines. La perte du Moskva a amené l'amiral soviétique Filipp Oktyabrskiy (en) à être beaucoup plus prudent dans son utilisation des navires de guerre de surface.

## Action

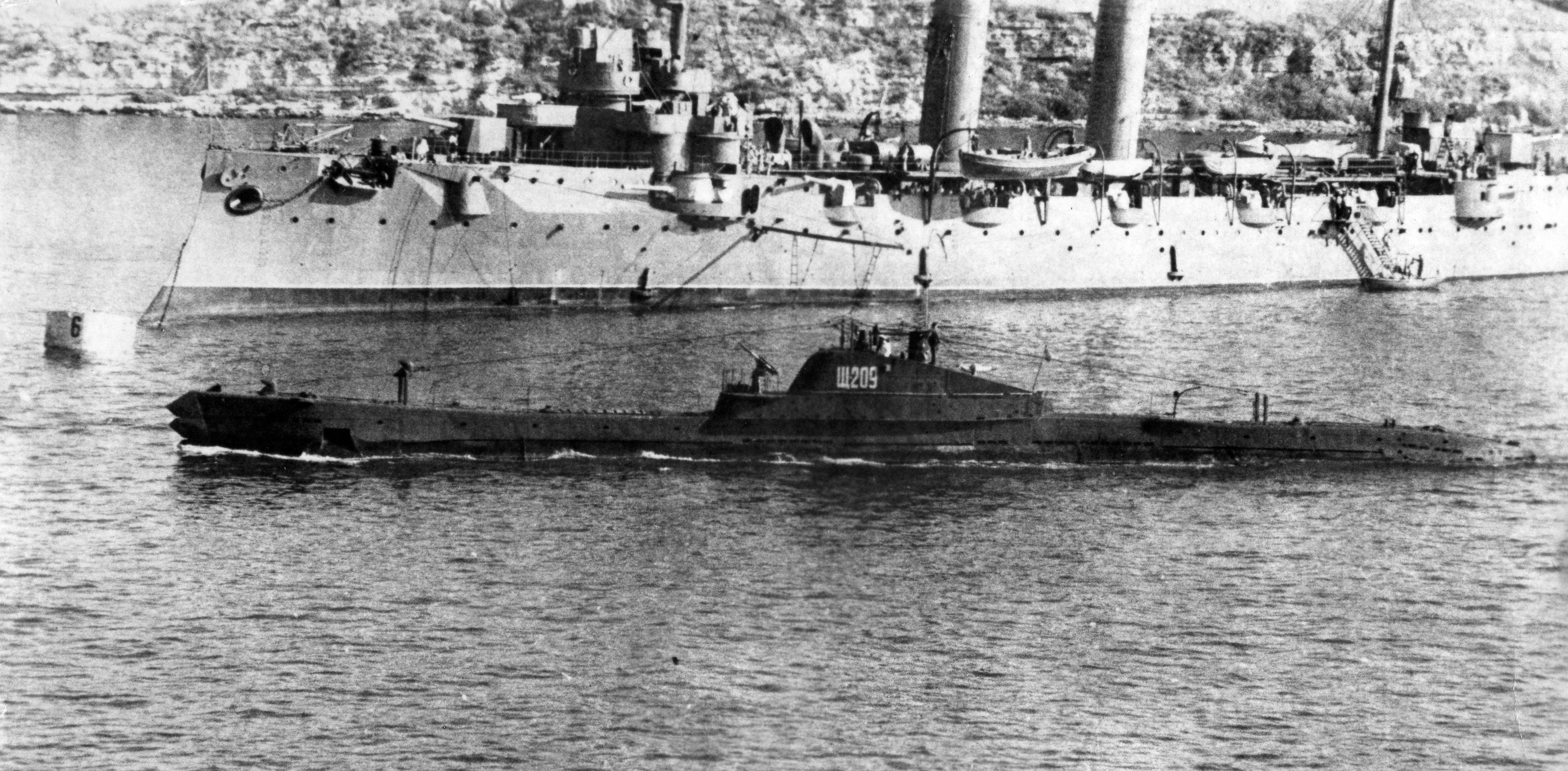
Sous-marin de classe Shchuka soviétique dans la mer Noire

Le 9 Juillet 1941, une semaine après la Roumanie a lancé l'opération München, la Marine roumaine présente sur la zone (le torpilleur Năluca (capitaine Horia Popovici) et les vedettes-torpilleurs Viscolul et Vijelia ont été informés par la canonnière roumaine Stihi Eugen que le périscope d'un sous-marin ennemi a été aperçu près de Mangalia. Le Năluca est le premier à arriver sur les lieux, à repérer et engager le sous-marin Shch-206  de classe Shchuka soviétique (capitaine SA Karakai). Dans la première partie de la bataille, le torpilleur roumain Năluca attaque le sous-marin avec des obus de 20 mm mais ce dernier s'immerge pour s'échapper. Le torpilleur roumain utilise ensuite des charges sous-marines. Il est bientôt rejoint par les deux autres torpilleurs. À 14h56, le sous-marin soviétique est confirmé coulé par le Viscolul ; aucun membre de son équipage de 38 hommes n'a survécu.

## Conséquences
Le résultat de cet engagement assure le port de Mangalia pour le reste de la Seconde Guerre mondiale, car aucun autre navire de guerre soviétique ne sera aperçu par la suite près du port. Il décourage également la marine soviétique d'utiliser les sous- marins de taille moyenne de la classe Shchuka pour des opérations près de la côte roumaine, en s'appuyant plutôt sur les sous-marins beaucoup plus petits de la classe M, comme le montrent les engagements du 17 décembre 1941 (bataille de Jibrieni) et 1er octobre 1942 (bataille du cap Burnas).

### Articles externes
- (ru) Flotte de la mer Noire
- (en) Romanian Armed Forces in the Second World War